# Marvin Spencer
Pour les articles homonymes, voir Spencer.
Marvin Spencer, né le 26 novembre 1973, est un coureur cycliste antiguais.

## Palmarès et résultats

### Palmarès par année
- 2010
  - 3e du championnat d'Antigua-et-Barbuda du contre-la-montre
- 2011
  -  Champion d'Antigua-et-Barbuda du contre-la-montre
  - 1re étape de la Three Stage Race (contre-la-montre)
- 2012
  - Three Stage Race :
    - Classement général
    - 2e étape

  - 2e du championnat d'Antigua-et-Barbuda du contre-la-montre
- 2013
  - 3e du championnat d'Antigua-et-Barbuda du contre-la-montre
- 2014
  - 3e du championnat d'Antigua-et-Barbuda sur route
- 2015
  - Pares Circuit Race
  - 2e du championnat d'Antigua-et-Barbuda du contre-la-montre
- 2016
  - Pares Circuit Race
  - Three Stage Race :
    - Classement général
    - 1re (contre-la-montre) et 2e étapes

  - Avalanche Circuit
  - 2e du championnat d'Antigua-et-Barbuda du contre-la-montre
  - 2e du championnat d'Antigua-et-Barbuda sur route
- 2017
  -  Champion d'Antigua-et-Barbuda du contre-la-montre

### Classements mondiaux
| Année            | 2015 | 2016 |
| ---------------- | ---- | ---- |
| UCI America Tour | 167e | 136e |